# Ordem da Preciosa Coroa
A Ordem da Preciosa Coroa (宝冠章, Hōkan-shō) é uma ordem japonesa, estabelecida em 4 de janeiro de 1888 pelo Imperador Meiji de Japão, e a segunda classificação mais baixa das encomendas japonesas atualmente concedidas. Originalmente a ordem tinha cinco classes, mas em 13 de abril de 1896 a sexta, sétima e oitava classes foram adicionadas.
Esta Ordem é convencionalmente reservada para destinatários do sexo feminino; no entanto, os homens ocasionalmente receberam essa honra. Mais frequentemente, os homens foram premiados com a Ordem do Sol Nascente em vez da Ordem da Coroa Preciosa. Em 1907, medalhas da Ordem da Coroa foram concedidas a vinte e nove americanos que participaram da Guerra Russo-Japonesa. Essa lista incomum de homenageados era composta por dez enfermeiras voluntárias e dezenove correspondentes de jornais americanos.
Até 2003, a Ordem da Coroa Preciosa estava abaixo da Ordem do Sol Nascente, mas acima da Ordem do Tesouro Sagrado, e foi concedida como uma versão feminina da Ordem do Sol Nascente; no entanto, os homens também podem ser nomeados. Em 2003, a Ordem do Sol Nascente, anteriormente reservada aos homens, foi disponibilizada também para as mulheres, e as duas classes mais baixas da Ordem da Coroa Preciosa foram abolidas. A Ordem da Coroa Preciosa agora é concedida apenas a membros do sexo feminino da Família Imperial e damas estrangeiras de distinção.
A honra de primeira classe foi normalmente conferida à realeza feminina. Como originalmente concebida, a ordem consistia em oito classes. Ao contrário das ordens da Europa, esta condecoração pode ser conferida postumamente.
| Ribbon bars           | Ribbon bars            | Ribbon bars                              | Ribbon bars                              |
| --------------------- | ---------------------- | ---------------------------------------- | ---------------------------------------- |
| Grão-Colar, Paulownia | Segunda Classe, Peônia | Terceira Classe, Borboleta               | Quarta Classe, Glícinia                  |
| Quinta Classe, Apricó | Sexta Classe, Ondas    | Sétima Classe, Medalha (abolida em 2003) | Oitava Classe, Medalha (abolida em 2003) |

## Classes
O crachá da ordem é um medalhão oval de ouro, com desenhos florais nas quatro extremidades; no centro está uma antiga coroa japonesa em um fundo azul, cercada por um anel vermelho. Está suspenso por um crachá menor, seu desenho varia de acordo com a classe, em uma fita amarela com listras vermelhas próximas às bordas, como faixa no ombro direito para a 1ª classe, como laço no ombro esquerdo para as demais classes .
A estrela da ordem, que é usada apenas pela primeira classe, tem cinco raios cravejados de pérolas, com desenhos florais entre os raios. O disco central apresenta uma Ho-o ou fênix em um fundo azul, cercada por um anel vermelho estampado com uma coroa de louros.
A medalha para as 6ª e 7ª classes são o bronze dourado. O rosto apresenta as bandeiras cruzadas do Japão e do Imperador, ambas encimadas pelo Sol Nascente. O anverso apresenta um fuste monumental convencional, ladeado por um ramo de louro e um ramo de palmeira.

## Destinatários ilustres

### Primeira Classe, Grão-Colar
- Imperatriz Michiko
- Imperatriz Masako
- Aiko, Princesa Toshi
- Mako Komuro
- Princesa Kako de Akishino
- Sayako Kuroda
- Maria Teresa, Grã-Duquesa de Luxemburgo
- Princesa Salote Mafile'o Pilolevu Tuita de Tonga
- Rainha Margarida II da Dinamarca
- Imperatriz Farah do Irã
- Rainha-Mãe Elizabeth Bowes-Lyon
- Rainha Paola da Bélgica
- Rainha Silvia da Suécia
- Rainha Sirikit da Tailândia
- Rainha Máxima dos Países Baixos
- Rainha Mathilde da Bélgica
- Rainha Sofia da Espanha
- Rainha Letizia da Espanha[3]

- Rainha Sonja da Noruega
- Princesa da Coroa Bangja da Coreia
- Tuanku Budriah da Malásia
- Tuanku Bainun da Malásia
- Tuanku Fauziah da Malásia [carece de fontes?]
- Tuanku Hajah Haminah Hamidun da Malásia
- Princesa Srinagarindra da Tailândia
- Princesa Sirindhorn da Tailândia
- Princesa Chulabhorn da Tailândia
- Anne, Princesa Real
- Princesa Margaret, Condessa de Snowdon
- Princesa Alexandra de Kent
- Mette-Marit, princesa herdeira da Noruega
- Princesa Basma bint Talal da Jordânia
- Imperatriz Cixi da China
- Rainha Liliʻuokalani do Havaí
- Rainha Kapiʻolani do Havaí
- Te Atairangikaahu
- Princesa Sarvath al-Hassan da Jordânia
- Princesa Alia bint Hussein da Jordânia
- Baronesa Margaret Thatcher (ex-Primeira-Ministra do Reino Unido)
- Imelda Romualdez Marcos, ex-primeira-dama das Filipinas

### Segunda classe
- Noriko Senge
- Princesa Tsuguko de Takamado
- Ayako Moriya
- Princesa Akiko de Mikasa
- Princesa Yōko de Mikasa
- Princesa Alexandra de Luxemburgo

### Terceira classe
- Joyce Ackroyd, 1918–1991[4]
- Eleanor Jorden, 1920–2009[5]
- Elizabeth Gray Vining, 1902–1999[6]
- Lillian Moller Gilbreth, 1878–1972, Honra conferida 1968[7]
- Yoshi Kasuya, 1894–1994[8]
- Chika Kuroda, 1884–1968[9]
- Sugino Yoshiko, 1892-1978[10]
- Kono Yasui, 1880–1971[11]
- Toshiko Yuasa, 1909–1980[12]

### Quarta classe
- Michiyo Tsujimura (1888-1969)
- Yvette Giraud (1916-2014)[13]
- Machiko Hasegawa (1920–1992)[14]
- Cayetana Fitz-James Stuart, 18ª Duquesa de Alba (1926–2014)

### Quinta classe
- Fujima Kansuma (n. 1918)[15]
- Jean Charlotte Barnes Morden (1923–2010)

### Sexta classe
- Anita Newcomb McGee,(1864–1940)[1]
- Fumiko Kouka Mikami, (1913-2019)[16]
- Niijima Yae, (1845-1932)

### Sétima classe
- William H. Brill, (1871–1923), Associated Press e Reuter's Telegram Company[1]
- Richard Harding Davis, (1864–1916) Collier's Weekly[1]
- John Fox, Jr., (1862–1919) Scribner's Magazine[1]
- George Kennan, (1845–1924) The Outlook[1]
- Jack London, (1876–1916) Hearst.
- Frederick Palmer, (1873–1958) Collier's Weekly[1]
- Herbert Ponting, fotógrafo e jornalista, (1870–1935), Harper's Weekly
- James Ricalton,[17] (c. 1844 – 1929) Travel Magazine[1]
- Grant Wallace, (1867–1954) San Francisco Bulletin[1]
- Niijima Yae, (1845–1932)